# Obake
Obake (お化け, lit. coisa que muda, transmorfo), bakemono (化け物), ou raramente obakemono, são uma classe de yōkai no folclore japonês.
Essas palavras são muitas vezes traduzidas como "monstro" ou "fantasma", e se referem a seres sobrenaturais que têm assumido uma transformação temporária, sendo esses distintos dos espíritos dos mortos. No entanto, como um uso secundário, o termo obake pode ser um sinônimo para yūrei, o fantasma de um falecido ser humano.
A verdadeira forma bakemono pode ser um animal (como uma raposa (kitsune), um texugo (mujina), um cão-guaxinim (tanuki), um gato (bakeneko) etc.), uma planta (como um kodama), ou um objeto inanimado que pode possuir uma alma, de acordo com o xintoísmo e outras tradições animistas. Obake derivados de objetos domésticos são frequentemente chamados tsukumogami.
A bakemono costuma se disfarçar como um humano ou pode aparecer com formas estranhas ou assustadoras, como um Hitotsume-Kozo (um pequeno yōkai com apenas um olho), um ōnyūdō (um tipo de gigante), ou um noppera-bo (um fantasma sem rosto que frequentemente assume a forma de uma bela mulher). Coloquialmente, qualquer aparição bizarra pode ser referida como bakemono ou obake, tornando os termos praticamente sinônimos de yōkai.